# Шайтанский увал
Шайта́нский ува́л — невысокий горный хребет на Среднем Урале, на территории Ревдинского городского округа и Первоуральского городского округа Свердловской области. Протяженность с севера на юг на расстоянии более 20 км. C запада увал огибает речка Четаевская Шайтанка. С востока его южную часть огибает участок железной дороги со станцией Емелино, а в северной части расположен Первоуральский динасовый завод. Высшая точка — гора Караульная (486,4 м) в северной части хребта. Другие вершины имеют высоту 452,7, 440,2, 434,9 и 430,2 м.